# 扬州东站
扬州东站，位于扬州市生态科技新城，距扬州市区6千米，江都区中心4.5千米。是中国铁路上海局集团有限公司新长车务段管辖的铁路车站，也是连镇客运专线的中间站，未来将接入规划北沿江高速铁路。扬州东站是扬州市及江苏江北地区的交通枢纽和换乘中心。

## 车站结构
扬州东站采用线下候车模式，为线侧站房和线下站房组合模式，站房面积27975.07平方米，站房面宽187.3米，总进深117.15米，线侧站房高24米，线下站房高度9.4米，局部设夹层，地下室，地上防火等级1级，地下II级。
- 扬州东站进站后的两层高进站集散厅，二楼为车站商业
- 扬州东站的线下式候车厅
- 具备人脸识别功能和检验合一能力的扬州东站检票口
- 以水乡文化为灵感创作的立柱艺术作品

### 站场

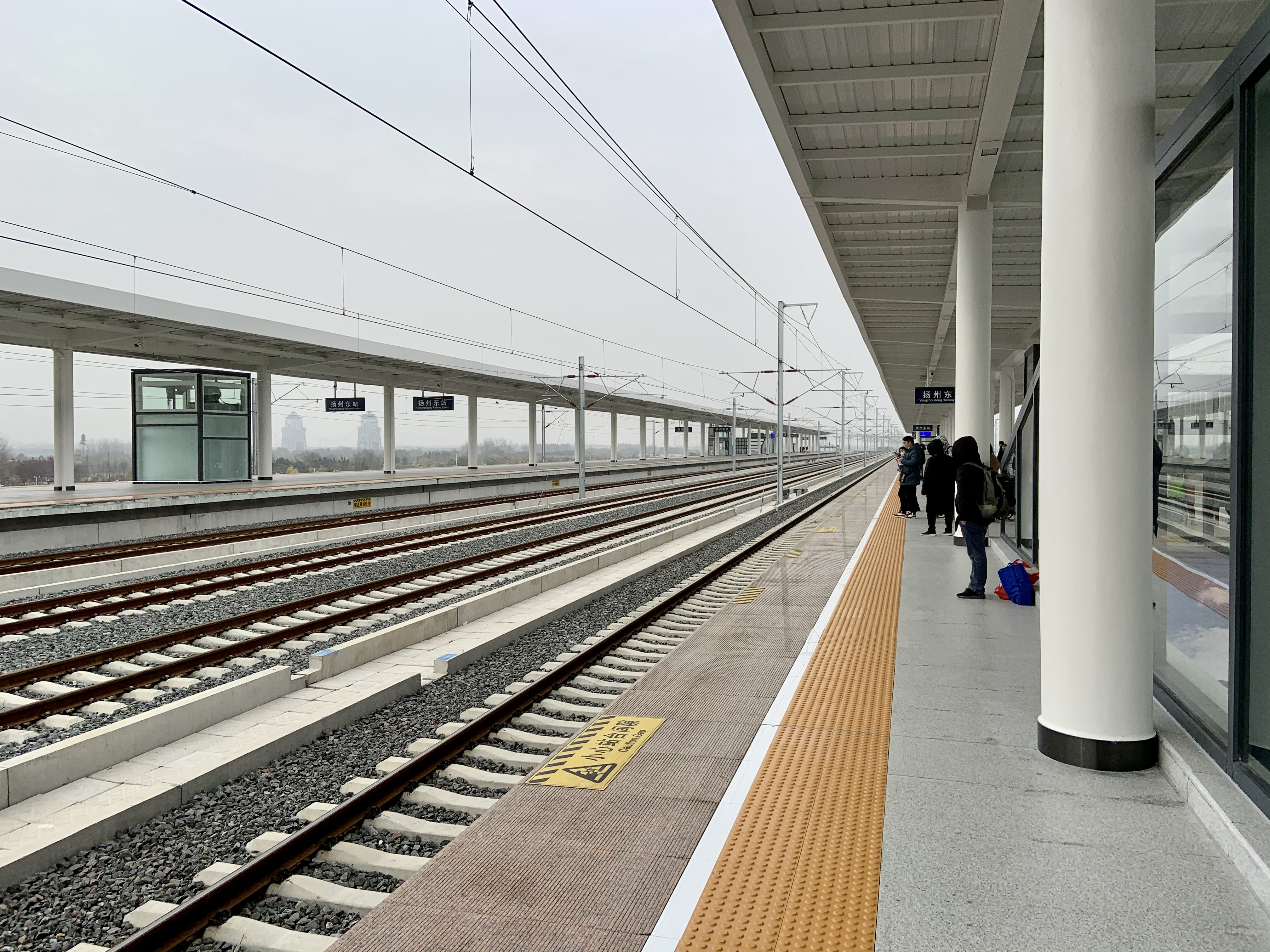
扬州东站的有站台柱雨棚高站台与连镇铁路有砟轨道

扬州东站中心里程DK279+300，车站设到发线6条（含正线2条），有效长650m，设岛式中间站台2座（450×12×1.25m）。综合维修车站设于站对右，内设轨道车辆停放线、接触网作业车停放线各 1 条，有效长为120m；大机停放线1条、材料装卸线各1条，有效长为300m。
雨棚采用有站台柱钢结构雨棚，雨棚投影面积10600㎡。设岛式站台2座，其中1/2站台为南下镇江、南京、上海方向车次停靠站台，3/4站台为北上淮安、徐州、连云港方向车次停靠站台。
| 2F | 4站台    | 连镇铁路 往连云港方向（高邮）  |
| 2F | 島式月台 |                                |
| 2F | 3站台    | 连镇铁路 往连云港方向（高邮）  |
| 2F | 通过线   | 连镇铁路 上行列车              |
| 2F | 通过线   | 连镇铁路 下行列车              |
| 2F | 2站台    | 连镇铁路 往丹徒方向（大港南）  |
| 2F | 島式月台 |                                |
| 2F | 1站台    | 连镇铁路 往丹徒方向（大港南）  |
| 1F | 站房     | 进站口、售票厅、候车厅、出站口 |
| 1F | 站房     | 公交车站                       |

## 交通接驳

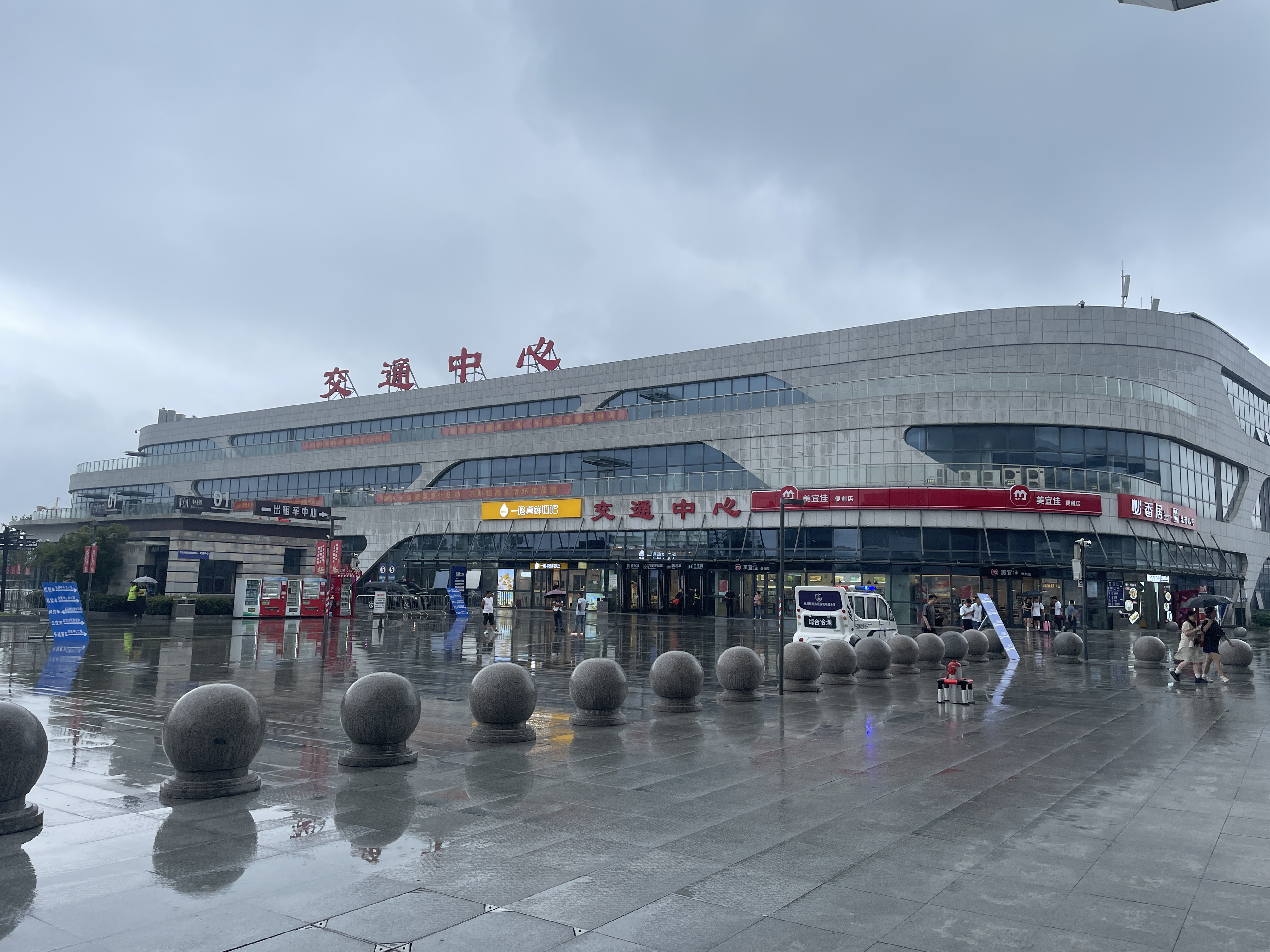
扬州东部交通枢纽

扬州东站位于站北路、站东路、站西路、耿云路合围区域，其中，站东路设置地下送客匝道直接进入扬州南地下送客区，站前广场设置商业、停车场及下沉广场。广场南侧为扬州东部交通枢纽。并设置公交站场，可满足10辆公交始发终到。2023年10月，扬州东站综合交通枢纽将正式开工。

## 历史
2016年12月22日，扬州东站举行开工仪式，并同步实行扬州轨道交通1号线穿越连镇铁路预埋工程。
2020年12月11日，车站随连镇客运专线淮镇段同步开通运营。
2021年8月6日12时起，因应2019冠状病毒病在扬州当地的本土传播，为防止疫情扩散，扬州东站客运业务临时停办，直至9月16日恢复。